# Elżbieta Wtorkowska
Elżbieta Wtorkowska (ur. 3 czerwca 1958 w Poznaniu) – polska dyrygentka, profesor sztuk muzycznych, rektor Akademii Muzycznej w Bydgoszczy (2020–2024 oraz 2024–2028).

## Praca naukowa
W 1981 ukończyła studia w zakresie wychowania muzycznego w Państwowej Wyższej Szkole Muzycznej w Poznaniu, 17 stycznia 1996 obroniła pracę doktorską, 6 grudnia 2002 habilitowała się na podstawie dorobku naukowego i pracy. 19 stycznia 2011 nadano jej tytuł profesora sztuk muzycznych.
Została zatrudniona na stanowisku profesora nadzwyczajnego w Katedrze Chóralistyki i Edukacji Muzycznej na Wydziale Dyrygentury, Jazzu i Edukacji Muzycznej Akademii Muzycznej im. Feliksa Nowowiejskiego w Bydgoszczy.
Objęła funkcję profesora zwyczajnego w Katedrze Muzyki Kościelnej na Wydziale Dyrygentury, Jazzu i Edukacji Muzycznej Akademii Muzycznej im. Feliksa Nowowiejskiego w Bydgoszczy, oraz w Instytucie Społecznym i Artystycznym Państwowej Wyższej Szkoły Zawodowej im. Jana Grodka w Sanoku.
Była kierownikiem Katedry Muzyki Kościelnej, a także dziekanem na Wydziale Dyrygentury, Jazzu i Edukacji Muzycznej Akademii Muzycznej im. Feliksa Nowowiejskiego w Bydgoszczy. Jest założycielką Chóru Dziewczęcego „Canzona” i żeńskiego Chóru „Canzona-Absolwent” w Murowanej Goślinie. Jest też konsultantem wokalnym Chóru „Opera Nova” w Bydgoszczy. Prowadzi seminaria i warsztaty chóralne w Polsce i za granicą.
Wykładowca i kierownik naukowy na Podyplomowych Studiach Chórmistrzostwa i Emisji Głosu. Jest także wykładowcą Państwowej Wyższej Szkoły Zawodowej w Sanoku.
2 kwietnia 2020 została wybrana na stanowisko rektora Akademii Muzycznej w Bydgoszczy na lata 2020–2024. Pełni tę funkcję również w kadencji 2024–2028.

## Publikacje
- 2005: Chi ben respira-ben canta. Zagadnienia oddechu fonacyjnego[3]
- 2008: Problematyka oddechu fonacyjnego w wybranej literaturze przedmiotu[3]
- 2012: Śpiew tradycyjny w oparciu o czynności aparatów funkcyjnych instrumentu głosu[3]